# Bernardo Aguiar

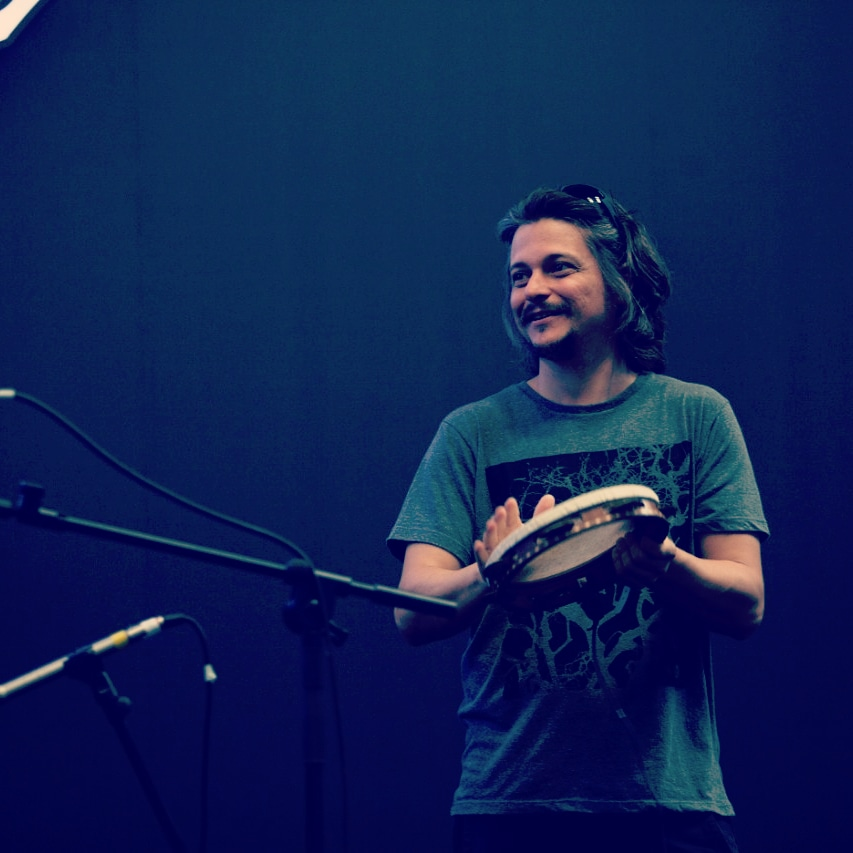
Bernardo Aguiar no Montreaux Jazz Festival no Rio de Janeiro (fotografo: Rodrigo Simas)

Bernardo Aguiar (Rio de Janeiro, 9 de fevereiro de 1984) é um percussionista, professor e produtor musical brasileiro, referência na técnica do pandeiro moderno, desenvolvida por Marcos Suzano, integrante do Pandeiro Repique Duo e do grupo Pife Muderno.

## Biografia
Desde criança tocava percussão em blocos carnavalescos do Rio de Janeiro, como o Suvaco do Cristo, e em escolas de samba, como a Mocidade Unida do Santa Marta. No ano de 1997, aos 13 anos, iniciou sua carreira profissional ao ingressar na Orquestra de Pandeiros Pandemonium, na qual permaneceu como o solista principal até o ano de 2001. Durante esse período, o grupo fez shows ao lado de cantores como João Nogueira, Elza Soares, Nelson Sargento e Wilson Moreira, além de ter participado do Percpan de 2000, um dos mais importantes festivais de percussão do mundo, dirigido pelos músicos Gilberto Gil e Naná Vasconcelos. Também foi através do Pandemonium que Bernardo teve contato com alguns de seus mestres da percussão: Carlos Negreiros, Robertinho Silva e Marcos Suzano.
A partir dos 17 anos, começou a acompanhar e a gravar com diversos músicos do cenário da música instrumental carioca, incluindo o grupo Pife Muderno, liderado pelo multi-instrumentista Carlos Malta. Integrando o grupo, atuou em muitos lugares do Brasil e do mundo. Em 2011, Bernardo esteve com o grupo na Forbidden City Concert Hall em Pequim, e em 2012 no Carnegie Hall, ao lado do cantor e compositor Gilberto Gil.
Durante esse período também atuou em shows e gravações de músicos importantes, como o bandolinista Hamilton de Holanda, o violoncelista Jaques Morelenbaum e o compositor Guinga; e participou de diferentes turnês pelo mundo em países da Europa, África, Ásia e América.

## Projetos
Em 2009, ao lado do músico Gabriel Policarpo, fundou um dueto de percussão, o Pandeiro Repique Duo (PRD). O PRD, além de shows, promove oficinas de ritmos brasileiros, já tendo atuado em palcos de países da África, Europa e América do Sul, e também em importantes centros acadêmicos do mundo, como o The Juilliard School of Music, The Philadelphia University of Arts, City University London e Copenhagen Rytmisk Konservatorium.
Em 2012, o Pandeiro Repique Duo lançou seu primeiro álbum, que contém um CD bônus com participações especiais de Yamandu Costa, Nicolas Krassik e Carlos Malta, Marcos Suzano, Mestre Ciça e o cantor africano Ashimba.
Em 2014 lançou, na Dinamarca, junto com músicos europeus o disco Strejf, um projeto que une influências musicais dos mais variados lugares do mundo.
Como produtor musical, Bernardo assinou o CD Batucada Canção, da cantora Aline Paes, lançado no ano de 2015. Nesse mesmo ano foi lançado o filme Xingu Cariri Caruaru Carioca, da cineasta Beth Formaginni que mostra o universo das bandas de pífanos. Neste documentário, Bernardo Aguiar percorre, junto com Carlos Malta, diversos locais do Brasil, interagindo com diversas bandas de pífanos no nordeste do Brasil e com os índios Kuikuro, no Xingu.
Em 2020, o disco "Amazônia Subterrânea" do compositor e cantor Thiago Thiago de Mello com as inspirações nos sons da Amazonia foi lançado. Esse album foi produzido por Bernardo e Diogo Sili.
Bernardo Aguiar é formado em ciências sociais pela Universidade do Estado do Rio de Janeiro.

## Discografia
- Paru - Carlos Malta e Pife Muderno (2005)
- Acústico MTV - O Rappa (2005)
- 7 Vezes - O Rappa (2008)
- Choros Amorosos - com Andrea Ernest, Cristovão Bastos e João Lira (2010)
- Pandeiro Repique Duo (2012)
- Strejf (2014)
- Ao Vivo na China - Carlos Malta e Pife Muderno (2015)
- Batucada Canção - Aline Paes (2015)
- Family Dinner - Volume 2 - Snarky Puppy (2016)